# Lineri
Lineri is een plaats (frazione) in de Italiaanse gemeente Misterbianco.